# Revue d'économie politique
La Revue d'économie politique és una revista científica bimestral originària de França que publica articles relacionats amb l'anàlisi econòmica tant en francès com en anglès. És descrita per la seva editorial actual com "eina de reflexió dels investigadors i dels responsables públics i privats de l'economia".
La revista va ser fundada l'any 1887 per Charles Gide, Alfred Jourdan, Edmond Villey i Léon Duguit, publicada per l'editorial Larose & Forcel. Més endavant, Sirey en va assumir la publicació, mentre que és dirigida actualment per éditions Dalloz. Aquesta publicació està classificada pel Comité national de la recherche scientifique (CNRS) dins del subgrup 37, "economia i gestió".

## Col·laboradors
- Édouard Dolléans